# ゲーム物管理委員会

ゲーム物管理委員会（GRAC）のロゴ

ゲーム物管理委員会（ゲームぶつかんりいいんかい、게임물관리위원회、Game Rating and Administration Committee、GRAC）は、韓国の青少年保護法に基づき設置されているコンピュータゲームの公的倫理審査機関である。
2006年10月30日に成立したゲーム産業振興法に伴って映像物等級委員会より分離される形で発足したゲーム物等級委員会（ゲームぶつとうきゅういいんかい、게임물등급위원회、Game Rating Board、GRB）を前身としており、2013年5月に改正されたゲーム産業振興法による組織改編を経て、同年12月より現在の名称となった。

## レイティング表示
ドイツのソフトウェア事前審査機構（USK）と同様、GRACのレイティングは法的かつ絶対的な拘束力を持っており、対象年齢に達しない者にゲームを提供（販売・譲渡・貸与・映写）した違反者は青少年保護法により刑事罰が科される。そのため、全年齢対象以外のタイトルは全て「〜歳以上対象」ではなく「〜歳未満禁止」と明確に表示される。対象年齢表示は色分けされており、それぞれ
| 緑 = ALL/全年齢対象 (전체이용가) | 青 = 12+/12歳未満禁止 (12세 이용가) | 黄 = 15+/15歳未満禁止 (15세 이용가) | 赤 = 19+/19歳未満禁止 (청소년 이용불가) | 橙 = TEST/審査予定 (평가용) |
| -------------------------------- | ----------------------------------- | ----------------------------------- | --------------------------------------- | --------------------------- |

となっている。なお、このレイティングはパソコンゲーム・家庭用ゲーム・オンラインゲーム・携帯ゲームに適用されるが、アーケードゲームは「全年齢対象」と「19歳未満禁止」の2段階のみと規制が緩くなっている。

## 審査基準

### 2007年3月以前
2007年3月までは「性表現」「暴力表現」「犯罪・反社会的行為」「言葉づかい（スラング）」「賭博」の5項目についてが対象となり、対象年齢表示以外に以下の要素が含まれている割合を0〜3個の星で表示することが義務付けられていた。
| 要素＼区分            | 全年齢対象                     | 12歳未満禁止（★）                                          | 15歳未満禁止（★★）                                                               | 19歳未満禁止（★★★）                                                              |
| --------------------- | ------------------------------ | ---------------------------------------------------------- | -------------------------------------------------------------------------------- | -------------------------------------------------------------------------------- |
| 性表現                | 性表現は皆無                   | 若干のセクシャルな表現を含むが、性欲を刺激するものではない | 女性の胸部・臀部の露出や性行為の暗喩を含むが、直接的な表現は含まれない           | 直接的な性行為の描写が含まれる                                                   |
| 暴力表現              | 暴力表現は皆無                 | デフォルメされた軽度の暴力表現を含む                       | 暴力表現が主題だが、残虐な描写は限定的または暗喩的である                         | 暴力表現が主題であり、残虐性を強調した直接的な描写が含まれる                     |
| 犯罪・ 反社会的行為   | 犯罪・反社会的行為の表現は皆無 | 軽微または暗喩的な犯罪・反社会的行為の表現が含まれる       | 直接的な犯罪・反社会的行為の表現が含まれるがその行為を賛美・助長するものではない | 直接的な犯罪・反社会的行為及びその行為を賛美・助長するおそれのある表現が含まれる |
| 言葉遣い （スラング） | 汚い言葉遣いは皆無             | ごくわずかに上品ではない言葉遣いが見られる                 | 若干の上品ではない言葉遣いが見られる                                             | 全般的に汚い言葉遣いで、青少年に有害と判断される                                 |
| 賭博                  | 賭博性は皆無                   | 若干の賭博性が含まれる                                     | 賭博性が含まれるが、射倖心を煽るものではない                                     | 賭博を主題にしており、射倖心を著しく煽るおそれがある                             |

### 2007年4月以降
2007年4月に対象年齢のアイコンが現在のものに変更され、またこれ以降に発売のソフトは「対象年齢」と「対象年齢を決定する理由」となった表現（コンテンツディスクリプター）のアイコンをパッケージ表面に表示することが義務付けられている（日本のコンピュータエンターテインメントレーティング機構（CERO）やヨーロッパの汎欧州ゲーム情報（PEGI）のコンテンツアイコンはパッケージ裏面のみの表示）。
対象となる表現は上記の5項目に「暴力・脅迫」と「アルコール・たばこ・麻薬」を加えた以下の7項目となっている。全年齢対象のソフトに対しては「暴力表現」以外のアイコンは表示されない。

性表現
暴力・脅迫
言葉遣い（スラング）
アルコール・たばこ・麻薬
犯罪・反社会的行為
賭博
恐怖

特に、賭博の規制は他のレイティング機関より厳しく、CERO：A（全年齢対象）ないしCERO：B（12才以上対象）に区分されているソフトであっても、ゲーム内にスロットマシンやポーカーなどのミニゲームが収録されていることや、または「射幸性がある」と判断されたシーンの存在を理由に「15歳未供禁止」や「19歳未供禁止」に区分されているソフトも存在する（チョコボの不思議なダンジョン、ダンジョンエクスプローラーII、ボンバーマンランドなど）。